# Ouallam
Ouallam – miasto w południowo-zachodnim Nigrze, w Regionie Tillabéri. Według danych na rok 2012 liczyło 10 594 mieszkańców.